# Restaurantführer
Ein Restaurantführer ist ein Buch oder anderes Medium, das Informationen über Restaurants enthält, oft verbunden mit einer Bewertung der Qualität von Küche und Service. Restaurantführer beschränken sich meist auf die Restaurants eines Landes oder einer Region; manche enthalten auch nur Restaurants einer bestimmten Art (etwa Restaurants mit italienischer Küche).
Für Restaurants gibt es, anders als bei Hotels, keine verbindlichen Qualitätsstandards. Der Guide Michelin, der von einem französischen Reifenhersteller ursprünglich als Hilfestellung für Autofahrer auf Reisen veröffentlicht wurde, gilt heute als inoffizielle Referenz. 
Er vergibt jährlich Bewertungen von einem bis zu drei „Sternen“ je Restaurant. Diese bewerten ausschließlich die Qualität der Küche. Der allgemeine Komfort und Aufwand wird durch die Anzahl von Essbestecken (null bis fünf) definiert.
Der führende konkurrierende internationale Restaurantführer ist der Gault-Millau. Er vergibt bis zu zwanzig Punkte und vier Kochhauben in Verbindung mit kurzen Restaurantkritiken in Textform. Mehr Punkte führen auch zu einer längeren Besprechung.

## Deutschland
Der Restaurantführer der Zeitschrift Der Feinschmecker erteilt 1 bis fünf Punkte. 
Der Varta-Führer hat Abstufungen von 1 bis 5 Diamanten (früher 1 bis 3 Kochmützen) und behandelt etwa 2700 Hotels und 5300 Restaurants. Der Schlemmer Atlas (bis 1984 ARAL-Schlemmer-Atlas) vergibt bis zu fünf Kochlöffel. Der Großen Restaurant & Hotel Guide (umgangssprachlich Bertelsmann Guide) hat Abstufungen bis fünf Hauben. Weiterhin bietet Gerolsteiner die Genuss-Landkarte an.
Der Restaurantführer Gusto wird seit 2003 aufgelegt, er vergibt bis zu 10 Pfannen.   
Bei einigen Online-Restaurantführern gibt es für die Besucher die Möglichkeit, die Gastronomiebetriebe selbst zu bewerten oder zu kommentieren, um anderen Besuchern die persönliche Meinung mitteilen zu können. 
Einige Online-Führer bieten Zusammenfassungen der wichtigsten Führer an und errechnen so die besten Restaurants, so die Restaurant-Ranglisten oder das Hornstein-Ranking.

## Südafrika
Hier ist Rossouw’s Restaurants der führende unabhängige Restaurantführer. Er beinhaltet ausschließlich Restaurants in Kapstadt, der Weinregion, Garden Route, Gauteng und seit 2010 auch KwaZulu-Natal.

## Frankreich
Der anerkannte Restaurantführer für gehobene Gastronomie ist hier der Guide Michelin.

## Spanien
Ebenso in Spanien ist der jetzt mit rotem Umschlag erscheinende Guide Michelin der bekannteste Restaurantführer. Die erste Auflage erschien im Jahre 1910 und die ersten 95 der insgesamt 250 Seiten gaben den Automobilisten noch Hinweise, wie ein Michelin-Gummireifen aufgebaut ist und repariert werden kann. 

## Portugal
Die gehobenen Restaurants sind in der Guide Michelin Ausgabe für Spanien enthalten.